# 박일환
박일환(朴一煥, 1951년 1월 15일 ~ )은 대한민국의 대법관이다. 대구광역시 군위군 출신이며, 본관은 함양이다.

## 개요
전 대법관이자 현 법무법인 바른 고문 변호사, 유튜버이다. 
서울대학교 법과대학 법학과에 재학 중이던 1973년, 제15회 사법시험에 합격하였고 1978년 서울민사지방법원 판사로 임용되었으며 이후 서울서부지방법원장으로 근무 하던 도중 2006년 대법관에 임명되었고, 2012년에 퇴임하였다.

## 약력
- 1969년 경북고등학교 졸업
- 1973년 서울대학교 법대 졸업
- 1973년 사법고시 15회
- 1978년 서울민사지법 판사
- 1991년 춘천지법 부장판사
- 1994년 서울지법 부장판사
- 2000년 대법원 수석재판연구관
- 2003년 서울고법 부장판사
- 2005년 제주지법원장
- 2005년 ~ 2006년 서울서부지법원장
- 2006년 대법관 임명
- 2009년 6월 24일 ~ 2011년 10월 10일 법원행정처 처장
- 2013년 ~ 법무법인 바른 고문변호사
- 2018년 유튜브 채널 '차산선생법률상식' 개설